# Columnea xiphoidea
Columnea xiphoidea är en tvåhjärtbladig växtart som beskrevs av J.F. Smith och L.E. Skog. Columnea xiphoidea ingår i släktet Columnea och familjen Gesneriaceae. Inga underarter finns listade i Catalogue of Life.